# Öppen stjärnhop

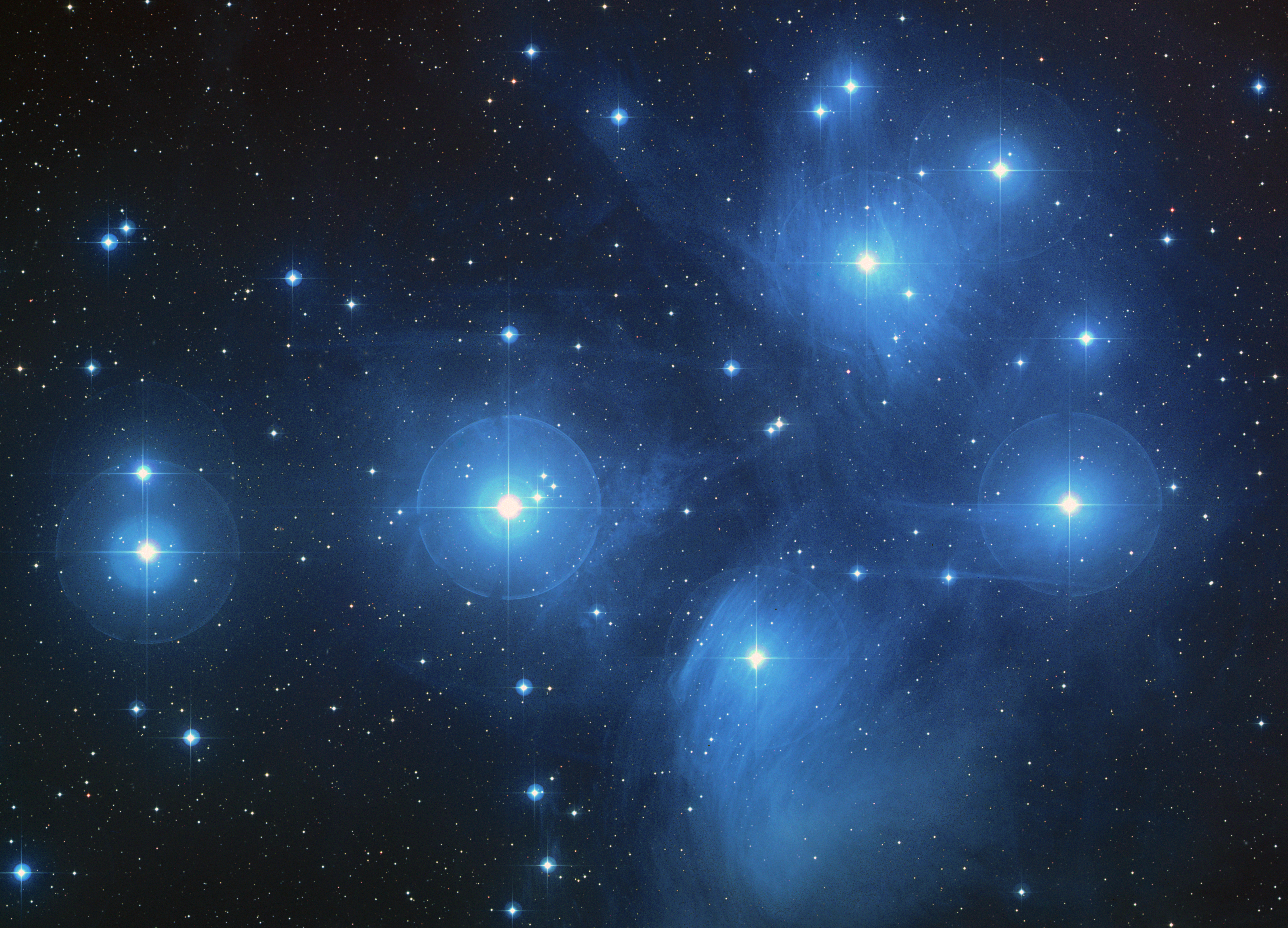
Plejaderna är en av de mest kända öppna stjärnhoparna.

En öppen stjärnhop (engelska: open star cluster) är en relativt gles form av stjärnhop som kan bestå av några tiotal upp till tusentals stjärnor inom några ljusårs radie. Stjärnorna i en öppen stjärnhop har bildats ur samma molekylmoln och är löst bundna till varandra genom gravitation. 
Öppna stjärnhopar ligger företrädesvis i det galaktiska planet, ofta i anslutning till de gas- och stoftmoln i spiralarmarna där de bildats. Hoparna består normalt av relativt unga, nybildade stjärnor i motsats till klotformiga stjärnhopar som består av mycket gamla stjärnor (10–13 miljarder år). Den unga åldern beror på att stjärnhopar i det galaktiska planet fortare slits sönder av gravitationen och blandas upp med övriga stjärnor.   

### Fotnoter
1. ↑  ”öppen stjärnhop”. Nationalencyklopedin. http://www.ne.se/uppslagsverk/encyklopedi/l%C3%A5ng/%C3%B6ppen-stj%C3%A4rnhop. Läst 12 april 2016.